# 加藤清司
加藤 清司（かとう せいじ、5月9日 - ）は、日本の男性声優。北海道出身。アミュレート所属。

## 略歴
アミューズメントメディア総合学院出身。
以前は81プロデュース、オフィス野沢、メディアフォース、ディーカラーに所属していた。
2024年8月1日、ディーカラーとアミュレートとの事業統合によりアミュレートへ移籍。

## 出演

### テレビアニメ
2007年
- D.Gray-man（村人A）

2009年
- 極上!!めちゃモテ委員長（古文教師、ドライバー、カメラマン）

2010年
- ドラゴンボール改（フリーザの部下、警察官）
- マリー&ガリー（ブルーノ、ガガーリン、管制官A） - 2シリーズ

2011年
- スティッチ! 〜ずっと最高のトモダチ〜（科学者B）

2012年
- K（校長）

2013年
- 宇宙兄弟（デンバー社職員）
- まんがーる!（住職、客、犬、漫画家）

2014年
- 金田一少年の事件簿R（溝岸刑事）
- 戦国無双SP 真田の章（足軽兵）
- ノーゲーム・ノーライフ（貴族）
- ばらかもん（体育教師）
- 棺姫のチャイカ AVENGING BATTLE（漁師）
- 風雲維新ダイ☆ショーグン（龍二）

2020年
- 異常生物見聞録（艦長）

2025年
- アン・シャーリー（ハーモン・アンドリュース）

### 劇場アニメ
- ハートの国のアリス 〜Wonderful Wonder World〜（2011年）
- かっぱのすりばち（2012年）
- UFO学園の秘密（2015年）

### ゲーム
- ラストストーリー（2011年、グルグ船の船長）
- 俺の妹がこんなに可愛いわけがない。HappyenD（2013年）
- 百年戦記 ユーロ・ヒストリア（2013年）
- エルダー・スクロールズ・オンライン（2016年、ハルメアス・モラ[9]）
- Relayer（2022年、ATLAS会長[10]）

### ドラマCD
- 抱かれたい男1位に脅されています。（監督 鳥待トミオ）

### 吹き替え

#### 担当俳優
ヴィンセント・ドノフリオ
- キル・ザ・ギャング 36回の爆破でも死ななかった男（ジョン・ナルディ）
- デス・ウィッシュ（フランク・カージー）
- ファイヤー・ウィズ・ファイヤー 炎の誓い（デヴィッド・ヘイガン）

#### 映画
- ヴァイキングダム（スヴェン）
- エンド・オブ・ウォッチ（マイク・ザヴァラ〈マイケル・ペーニャ〉）
- オール・ユー・ニード・イズ・キル（米ニュース男1）※劇場公開版
- オンリー・ゴッド（ゴードン）
- ガンズ・アンド・ギャンブラー（エルヴィス〈ゲイリー・オールドマン〉）
- クラバート 闇の魔法学校（親方）
- ザ・エッグ 〜ロマノフの秘宝を狙え〜
- THE ICEMAN 氷の処刑人（ロイ・デメイオ〈レイ・リオッタ〉）
- 素敵なウソの恋まじない（プリングルス氏）
- ダンシング・クィーン（チャン・ジョンチャン）
- ハットンガーデン・ジョブ（パーキンス〈デヴィッド・コールダー〉）
- ブラザーズ・ブルーム
- +1［プラスワン］
- ボーダー
- リーガル・マインド 裏切りの法廷（ブリッジス〈ニック・ノルティ〉）

#### ドラマ
- イ・サン
- 項羽と劉邦 King's War（樊噲）
- 善徳女王
- チャームド 〜魔女3姉妹〜
- パダムパダム 〜彼と彼女の心拍音〜（チョン・ミンシク）
- HAWAII FIVE-0
- 武神（パク・ソンビ）
- ラブレイン
- ロイヤルファミリー（カン・イルシク）

#### アニメ
- パウ・パトロール（ポーターさん）